# Lillian Cook
Lillian Cook (Hot Springs, Estados Unidos, 16 de mayo de 1898 - Nueva York, 14 de marzo de 1918) fue una actriz estadounidense que estuvo activa en Hollywood durante la era del cine mudo. 

## Biografía
Lillian nació en Hot Springs (Arkansas), hija de Joseph y Martha Cook. Siendo hija única, Cook creció en Cincinnati antes de que su familia se mude a Nueva York para que ella siguiera con su carrera en el teatro.
Lillian murió en su apartamento de Manhattan en el Hotel Remington a la edad de 19 años después de aparecer en una docena de películas. No se sabe con certeza cuál fue la causa de su muerte, pero posiblemente se debe después de interpretar a la hada de la película de Maurice Tourneur The Blue Bird: debido a que las alas pesadas que Cook llevaba hizo que sufriera heridas en la columna vertebral y tuberculosis.

## Filmografía
- The Blue Bird (1918)
- The Devil's Playground (1917)
- The Honeymoon (1917)
- Her Hour (1917)
- The Corner Grocer (1917)
- Betsy Ross (1917)
- Rasputin, the Black Monk (1917)
- Beloved Adventuress (1917)
- The Submarine Eye (1917)
- Darkest Russia (1917)
- The Common Law (1916)
- Sudden Riches (1916)
- As in a Looking Glass (1916)
- A Woman's Power (1916)
- Camille (1915)
- The Cotton King (1915)
- Mother (1914)